# Wilsberg: Wilsberg und der stumme Zeuge
Wilsberg und der stumme Zeuge ist die achte Folge der Fernsehfilmreihe Wilsberg. Der Film basiert auf der Wilsberg-Figur von Jürgen Kehrer. Die Erstausstrahlung erfolgte am 3. Mai 2003 im ZDF. Regie führte Peter Lichtefeld, das Drehbuch wurde von Jens Urban und Heidrun Arnold geschrieben.

## Handlung
Kunststudentin Sophie hat sich mit Manni Höch angefreundet. Voller Stolz stellt dieser seinem besten Freund, dem Privatdetektiv Georg Wilsberg, seine neue Freundin vor und lädt ihn zu ihrer ersten Vernissage ein. So ist auch Wilsberg angetan von der attraktiven jungen Dame, doch dauert diese Freude nicht lange, denn schon am nächsten Tag wird Sophie erschlagen neben ihren Kunstwerken liegend aufgefunden. Kommissarin Springer und ihr überengagierter Kollege Overbeck versuchen den Fall zu lösen, treten aber wieder einmal auf der Stelle, sodass Privatdetektiv Wilsberg auf eigene Faust zu ermitteln beginnt. Er sieht sich heimlich in der Wohnung des Opfers um und findet eine größere Summe Bargeld. Da Sophie eigentlich eine mittellose Studentin war und sich als Haushaltshilfe bei Vera Lemberg ein wenig Geld verdiente, wittert Wilsberg ein Motiv.
Um über die Lembergs mehr herauszufinden, lässt sich Alex dort als Haushaltshilfe einstellen. Der Sohn Lukas hatte ein sehr vertrautes Verhältnis zu Sophie, und da er oft in ihrer Nähe war, könnte er eventuell den Mörder gesehen haben. Wilsberg versucht unterdessen herauszufinden, woher Sophie das viele Bargeld hatte, und stößt dabei auf einen Eintrag in ihrem Tagebuch. Dieser führt zu einer Patientin, die vor einigen Wochen in dem Krankenhaus gestorben war, in dem Heiner Lemberg als Arzt arbeitet. So findet Wilsberg heraus, dass Sophie mit Lemberg ein Verhältnis hatte und so über Klinikinterna erfahren hatte, mit denen sie aber nicht Lemberg, sondern seinen Kollegen Dr. Rüdiger Steinfurt erpresst hatte. Wilsberg gelingt es, den Gesuchten zu stellen, der von der eintreffenden Kommissarin festgenommen wird.

## Hintergrund
Wilsberg und der stumme Zeuge erschien zusammen mit der Folge Wilsberg und der Tote im Beichtstuhl von Polarfilm auf DVD.
Der Running Gag „Bielefeld“ verweist in dieser Folge in Minute 58 auf Patientenunterlagen, die ein Verwandter für seine Tante aus Bielefeld einsehen möchte.
Alex beginnt in dieser Episode ihr Jurastudium.

## Kritik
Rainer Tittelbach von tittelbach.tv wertete positiv und meinte: „Was bei ernsthaften Krimi-Reihen unter Klischee-Verdacht fallen würde, bei den Münsteraner Krimi-Komödien driften die immergleichen Muster in Richtung Kult. Das pointensichere Hickhack zwischen dem durchgängigen Personal nutzt sich kaum ab, dafür sind Lansink, Schafmeister, Russek und Klink als Typen einfach zu stark.“
Die Redaktion von TV Spielfilm ist der Meinung: „Wie stets entschädigen die humorig angelegten Rollen für Spannungsarmut.“ Fazit: „Kein Ausnahme-Krimi, aber gute Unterhaltung.“